# 国鉄990形コンテナ
国鉄990形コンテナ（こくてつ990がたコンテナ）は、運輸省が1966年（昭和41年）度に製造した、鉄道輸送用一種規格（約11 ft）冷蔵コンテナである。

## 概要
運輸省は、1966年（昭和41年）度にドライアイス使用による間接冷却式クレーン荷役対応（下吊り式）冷蔵コンテナとして富士重工業にて2個（990,991）製作した。本コンテナの最大の特徴として日本国有鉄道（国鉄）ではなく運輸省が製作した点にある。この為コンテナの標記文字の中には「国鉄」の文字が無く異彩を放っていた。
室内上部四隅にドライアイス槽を設けこの槽から発生させた炭酸ガスを室内に張り巡らせた熱交換機パイプを通じて冷却する間接冷却式を採用した。これは直接冷却だと輸送品の中にはダメージを受ける品物もある為これを防ぐ措置であった。ドライアイスの積込は室内側より行うが991コンテナのみは後天的改造により屋根上に設けられた扉より行える方法とした。
扉位置は、片側妻面の1か所のみで塗装は白色である。寸法関係は全長3,307.2 mm、全幅2,373.8 mm、全高2,350.2 mm、荷重5 t、自重1.5 t、容積11.1 m3である。